# Ebon Moss-Bachrach
Pour les articles homonymes, voir Moss et Bachrach.
Ebon Moss-Bachrach, est un acteur américain né le 19 mars 1977 à Amherst, au Massachusetts.
Il a joué dans plusieurs séries télévisées tels que Girls (de 2012 à 2017), The Bear (à partir de 2022), ou encore dans la première saison d'Andor (2022) qui se déroule dans l'univers Star Wars.
En 2024, il est choisi par Marvel Studios pour interpréter le personnage de Ben Grimm alias La Chose dans l'univers cinématographique Marvel (précédemment interprété par Michael Chiklis et Jamie Bell), à commencer par le film Les Quatre Fantastiques : Premiers pas (2025).

## Biographie
Né à Amherst, dans le Massachusetts, il est le fils de Renee Moss et Eric Bachrach, qui dirige une école de musique à Springfield. Il a un frère, Elan Moss-Bachrach.
Il est diplômé de l'université Columbia,,,.

### Vie privée
Il est marié à Yelena Yemchuk depuis le 20 juin 2010. Ils ont deux filles, Sasha et Mirabelle.

## Filmographie

### Cinéma

#### Longs métrages
- 2001 : La Famille Tenenbaum (The Royal Tenenbaums) de Wes Anderson : Frederick
- 2001 : Danny Balint (The Believer) d'Henry Bean : Le serveur
- 2001 : Never Again d'Eric Schaeffer : Andy
- 2003 : Death of a Dynasty de Damon Dash : Dave Katz
- 2003 : Le Sourire de Mona Lisa (Mona Lisa Smile) de Mike Newell : Charlie Stewart
- 2003 : American Splendor de Shari Springer Berman et Robert Pulcini : Le réalisateur sur MTV
- 2004 : Winter Solstice de Josh Sternfeld : Steve
- 2004 : Poster Boy de Zak Tucker : Charlie
- 2004 : Point & Shoot de Shawn Regruto : Chad Rhodes
- 2005 : The Dying Gaul de Craig Lucas : Olaf
- 2005 : Road de Leslie McCleave : Jay
- 2005 : Furtif (Stealth) de Rob Cohen : Tim
- 2006 : Champions de David Wike : Stan
- 2006 : Live Free or Die de Gregg Kavet et Andy Robin : Gazaniga
- 2006 : Entre deux rives (The Lake House) d'Alejandro Agresti : Henry Wyler
- 2006 : Mariage Express (The Pleasure of Your Company) de Michael Ian Black : Le matador
- 2007 : Une fille à la page (Suburban Girl) de Marc Klein : Ethan Eisenberg
- 2007 : Le Temps d'un été (Evening) de Lajos Koltai: Luc
- 2009 : Breaking Upwards de Daryl Wein (en) : Dylan
- 2009 : The Marc Pease Experience de Todd Louiso : Gavin
- 2011 : Higher Ground de Carolyn Briggs : Luke
- 2012 : Lola Versus de Daryl Wein (en) : Nick
- 2012 : Come Out and Play de Makinov : Francis
- 2013 : The Volunteer de Vicky Wight : Ethan
- 2013 : Gods Behaving Badly de Marc Turtletaub : Neil
- 2014 : We'll Never Have Paris de Simon Helberg et Jocelyn Towne : Guillaume
- 2018 : Good Posture de Dolly Wells : Don Price
- 2018 : The Big Take de Justin Daly : Max O'Leary
- 2019 : Arnaqueurs associés (en) (Lying and Stealing) de Matt Aselton : Ray Warding
- 2019 : Blow the Man Down de Bridget Savage Cole et Danielle Krudy : Gorski
- 2020 : Tesla de Michael Almereyda : Szigeti
- 2023 : Le Challenge (No Hard Feelings) de Gene Stupnitsky : Gary
- 2025 : Les Quatre Fantastiques : Premiers pas (The Fantastic Four: First Steps) de Matt Shakman : Ben Grimm / La Chose

#### Courts métrages
- 2007 : High Falls d'Andrew Zuckerman : Jackson
- 2014 : The Grey Matter de Luke McCoubrey et Peter McCoubrey : Simon Peterson
- 2017 : Tokyo Project de Richard Shepard : Sebastian

### Télévision

#### Séries télévisées
- 2001 : New York, section criminelle (Law and Order : Criminal Intent) : L'étudiant
- 2005 : New York, cour de justice (Law and Order : Trial by Jury) : Danny Wallace
- 2006 : New York, unité spéciale (Law and Order : Trial by Jury) : Justin
- 2006 : Kidnapped : Tucker
- 2008 : John Adams : John Quincy Adams
- 2008 : Fringe : Joseph Meegar
- 2009 : Médium : Simon Burwell
- 2010 : Damages : Nick Salenger
- 2010 : Rubicon : Craig Young
- 2013 / 2016 : Person of Interest : Michael Cole
- 2014 : Believe : Ben Wooten
- 2014 - 2015 : The Last Ship : Niels
- 2014 - 2017 : Girls : Desi Harperin
- 2017 : The Punisher : David Lieberman / Micro
- 2019 - 2020 : NOS4A2 : Chris McQueen
- 2020 : Interrogation : Trey Carano
- 2022 : The Dropout : John Carreyrou
- 2022 : Andor : Arvel Skeen
- 2022 - 2026 : The Bear : Richard "Richie" Jerimovich

#### Téléfilms
- 1999 : Murder in a Small Town de Joyce Chopra : Billy
- 2003 : Porn 'n Chicken de Lawrence Trilling : Hutch
- 2009 : Une aventure New-Yorkaise d'Olivier Lécot : Arthur

## Distinctions

### Récompenses
- Primetime Emmy Awards 2023 : Meilleur acteur dans un second rôle pour The Bear
- Primetime Emmy Awards 2024 : Meilleur acteur dans un second rôle pour The Bear

### Nominations
- Golden Globes 2024 : Meilleur acteur dans un second rôle dans une série, une mini-série ou un téléfilm pour The Bear
- Golden Globes 2025 :  Meilleur acteur dans un second rôle dans une série, une mini-série ou un téléfilm pour The Bear